# Pallacanestro ai I Giochi della Lusofonia
Il torneo di pallacanestro ai I Giochi della Lusofonia si è svolto a Macao, nel 2006.

## Medagliere
| Posiz. | Nazione    | Oro | Argento | Bronzo | Totale |
| ------ | ---------- | --- | ------- | ------ | ------ |
| 1      | Portogallo | 1   | 1       | 0      | 2      |
| 2      | Mozambico  | 1   | 0       | 0      | 1      |
| 3      | Angola     | 0   | 1       | 0      | 1      |
| 4      | Capo Verde | 0   | 0       | 2      | 2      |
| Totale | Totale     | 2   | 2       | 2      | 6      |